# Atalantia dasycarpa
Atalantia dasycarpa är en vinruteväxtart som beskrevs av Cheng Chiu Huang. Atalantia dasycarpa ingår i släktet Atalantia och familjen vinruteväxter. Inga underarter finns listade i Catalogue of Life.